# Пушкінопад

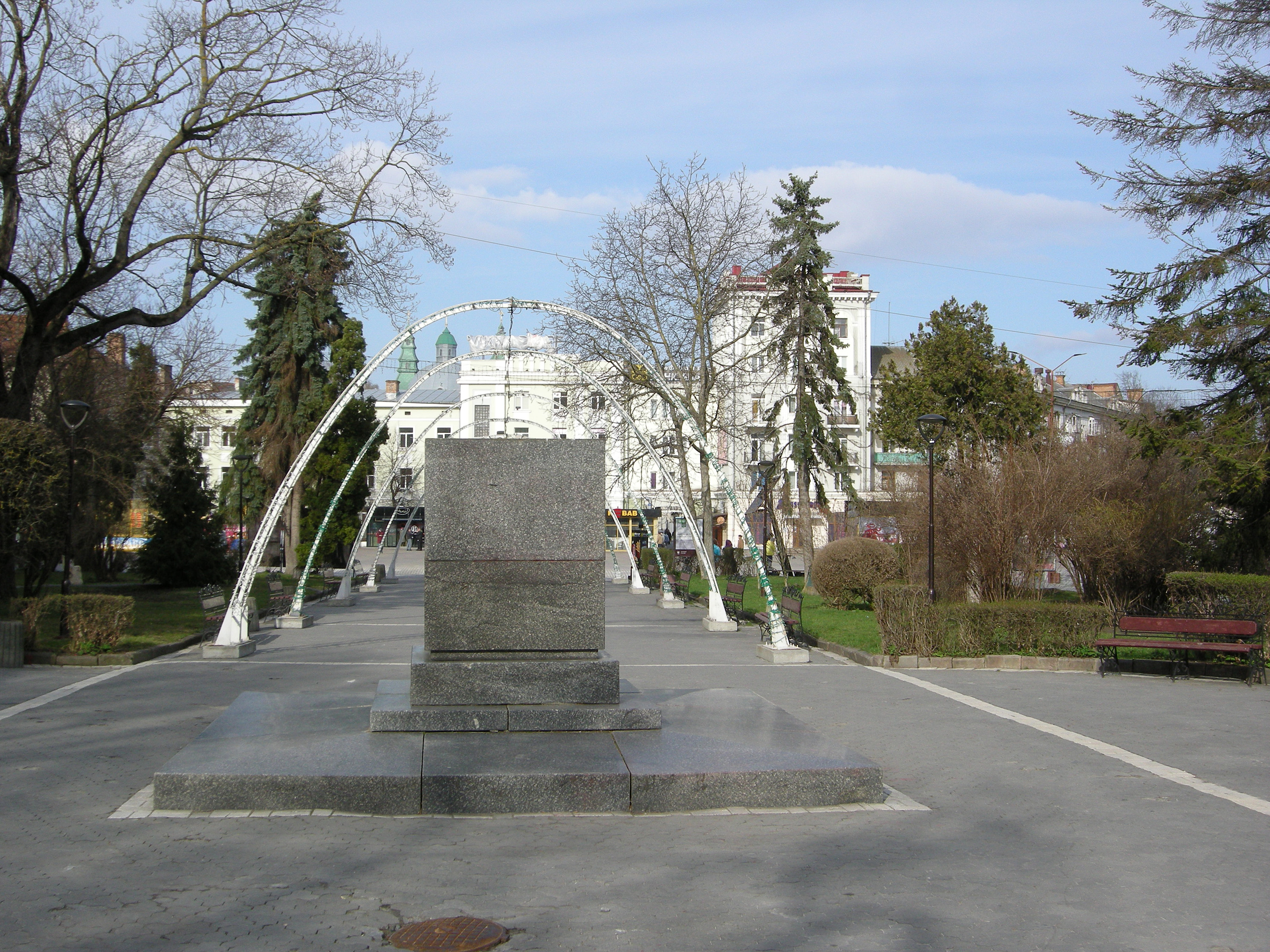
Порожній постамент від пам'ятника Пушкіну в Тернополі

Пушкінопа́д — серія демонтажу пам'ятників, пам'ятних дошок та інших об'єктів вшанування, а також, ширше, — перейменування об'єктів, названих на честь російського письменника Олександра Пушкіна, що почалася під час російського вторгнення до України 2022 року, частина дерусифікації в Україні.

## Демонтування матеріальних об'єктів

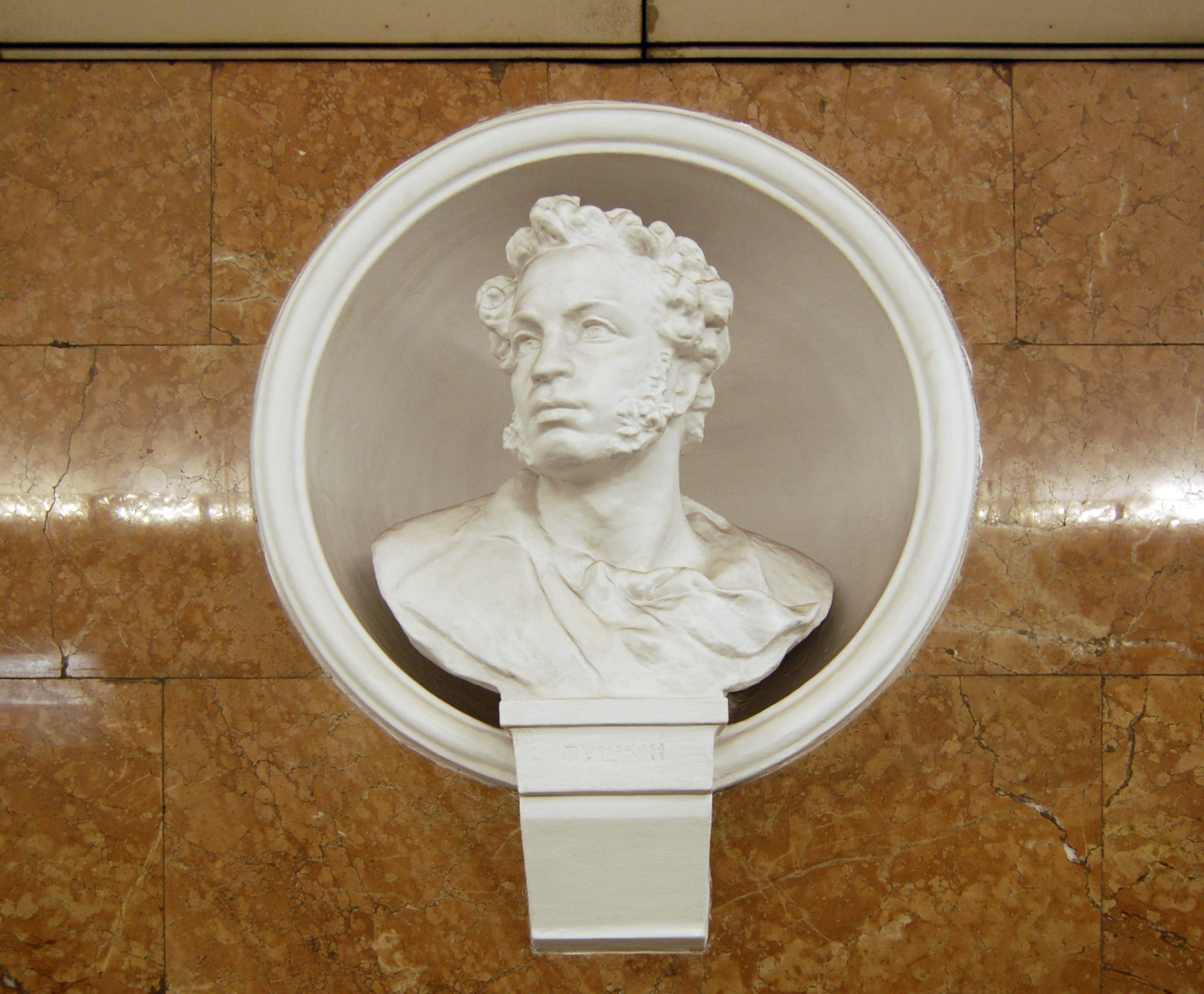
Погруддя Пушкіну на станції метро "Університет", місто Київ

За майже чотири роки до цієї акції, 2 липня 2018 року в місті Золочеві, що на Львівщині, погруддя Пушкіну впало через природні причини — старіння і несприятливої погоди.
Першою подією, яка набула широкого розголосу, став 7 квітня 2022 року демонтаж пам'ятнику Пушкіну у місті Мукачево. В Ужгороді та Тернополі пам'ятники російському поету демонтували 9 квітня. 22 березня 2022 року мешканець Тернополя облив червоною фарбою пам'ятник Пушкіну та написав на ньому «stop war». Своєю акцією він привернув увагу до необхідності демонтувати монумент. У Тернополі пам'ятник поету був встановлений у 1961 році. Перші ініціативи щодо його знесення з'явились у 2014 році, після вторгнення Росії в Україну.

Міський голова Тернополя Сергій Надал зазначив: 
«Злочини росіян проти українського народу: вбивства, катування людей, ґвалтування жінок і дітей, руйнування українських міст перекреслили всю культуру російського народу. Цим злочинам немає пояснення. Вони не залишають нам вибору. Все російське потрібно демонтувати. В тому числі пам'ятник російському письменнику».
11 квітня 2022 року у селі Заболотівці Львівської області демонтували погруддя Пушкіну.
19 квітня 2022 року в Кропивницькому запропонували прибрати пам'ятник Пушкіну, що наразі стоїть біля педагогічного університету. Демонтували 8 липня 2022 року.
26 квітня 2022 року в селі Пушкіно на Берегівщині Закарпатської області повалили пам'ятник Олександру Пушкіну, і почались наради щодо перейменування села.
28 квітня 2022 року в Конотопі було демонтовано пам'ятник Пушкіну, цікаво, що під час демонтажу пам'ятнику відірвало голову.
30 квітня 2022 року в Чернігові демонтували пам'ятник Пушкіну.

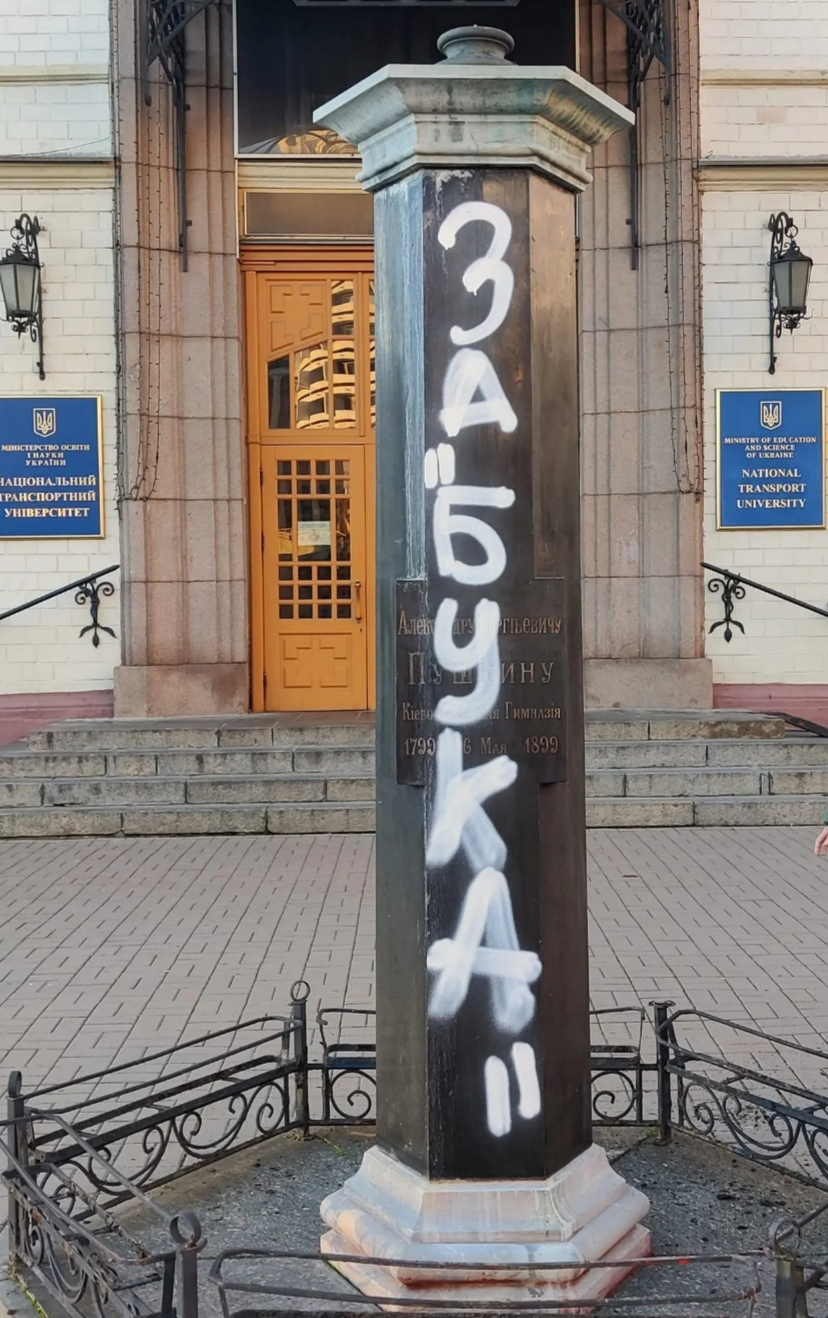
Постамент від погруддя Пушкіну в Києві після демонтажу.

5 травня 2022 року у Вінниці демонтували меморіальну дошку Пушкіну.
8 травня 2022 року бюст демонтовано у Делятині Івано-Франківської області.
13 травня 2022 року з вхідних воріт дендрологічного парку «Олександрія» у місті Біла Церква демонтовано погруддя Пушкіну.
21 травня 2022 року у Миколаєві демонтували пам'ятник Пушкіну.
1 червня 2022 року в Нікополі було пошкоджено пам'ятник Олександру Пушкіну.
Робоча група Міністерства освіти та науки України під час засідання 16 червня ухвалила Рішення про вилучення зі шкільних підручників більше 40 творів радянських та російських авторів, включаючи Олександра Пушкіна.
26 липня було демонтовано пам'ятник Пушкіну у Запоріжжі.
1 вересня 2022 року у Києві було демонтовано погруддя Пушкіну на території гімназії № 153.
11 жовтня 2022 року у Києві невідомими було демонтовано друге погруддя Пушкіна перед Національним транспортним університетом. Демонтаж присвятили лейтенанту Збройних сил України Денису Антіпову на псевдо «Бук»— відомому громадському активісту, викладачу корейської мови в Київському національному університеті імені Тараса Шевченка, який загинув у травні 2022 року в бою з російськими окупантами.
9 листопада 2022 року демонтовано пам'ятник Пушкіну у Харкові.
11 листопада 2022 року демонтували пам'ятник Олександру Пушкіну у Житомирі.
11 листопада 2022 року демонтовано та зник пам'ятник Пушкіну у місті Жмеринка.

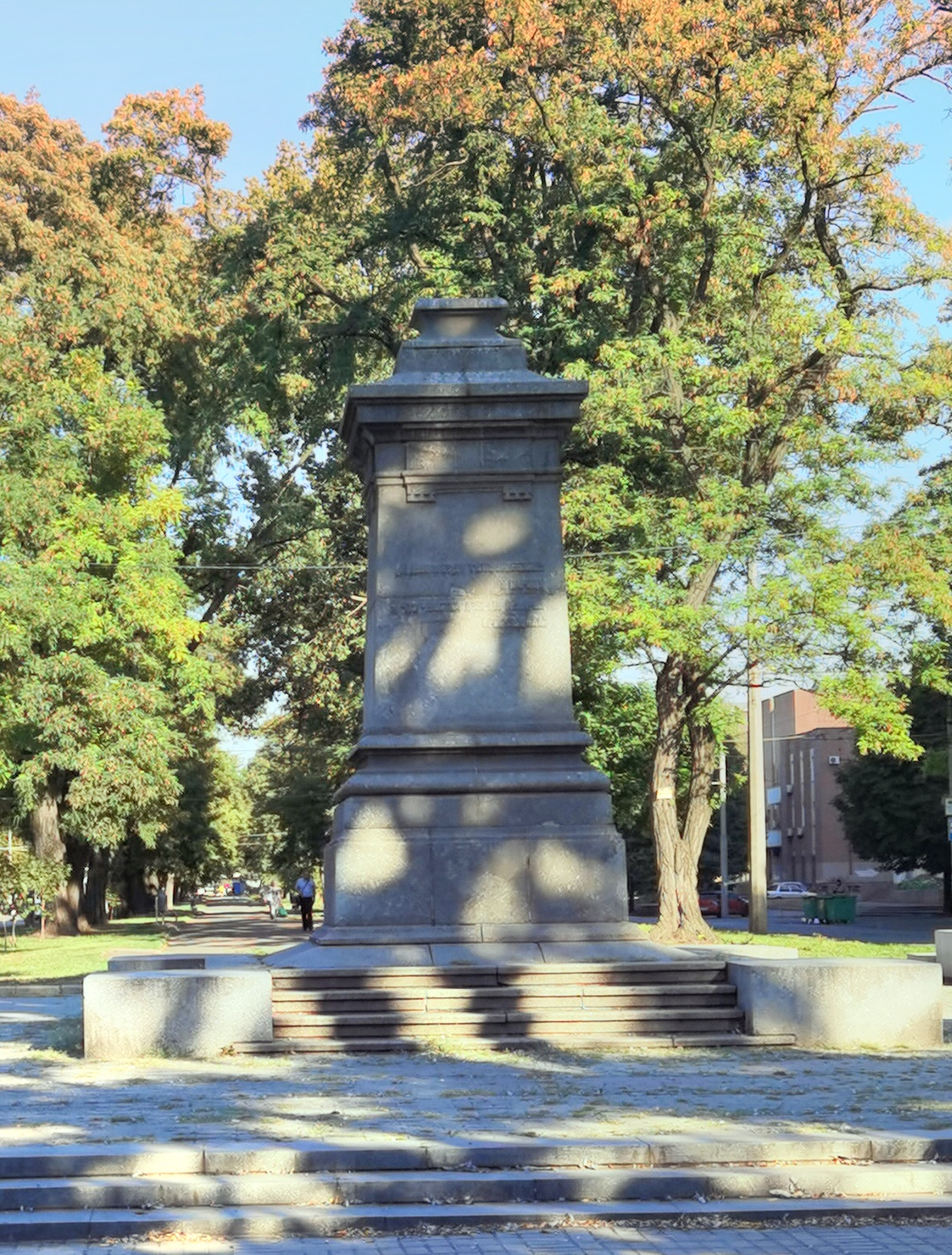
Порожній постамент бюста Пушкіну в Дніпрі.

17 листопада 2022 року демонтовано скульптуру Пушкіну у місті Чернівці.
20 листопада 2022 року невідомими було повалено погруддя Пушкіну у місті Нікополь.
21 листопада 2022 року демонтовано пам'ятник Пушкіну у місті Кременчук.
29 листопада 2022 року демонтовано меморіальну дошку Пушкіну у місті Миколаїв.
29 листопада 2022 року демонтовано памятник Пушкіну у місті Ананьїв Одеської області.
9 грудня 2022 року демонтовано пам'ятник Пушкіну у місті Тульчин.
16 грудня 2022 року демонтовано погруддя Пушкіна в Дніпрі.
23 грудня 2022 року демонтовано другу скульптуру Пушкіну у місті Чернівці.
24 грудня 2022 року демонтовано у місті Кролевець Сумської області.
27 грудня 2022 року демонтовано бюст Пушкіну з фасаду Чернівецького драматичного театру імені Ольги Кобилянської.
29 грудня 2022 року демонтовано погруддя Пушкіну у місті Полонне Хмельницької області.
29 грудня 2022 року демонтовано другу меморіальну дошку Пушкіну у місті Миколаїв.
30 грудня 2022 року у місті Кропивницький з фасаду бібліотеки імені Євгена Маланюка прибрали барельєф Пушкіну.
30 грудня 2022 року демонтовано пам'ятник Пушкіну у місті Краматорськ.
16 січня 2023 року демонтовано погруддя Пушкіну поблизу школи № 76 у місті Запоріжжя
18 лютого 2023 року демонтовано пам'ятник у селі Біленченківка Полтавської області
7 квітня 2023 року бронзову скульптуру Пушкіна при вході до одного з полтавських готелів замінили на скульптуру Григорія Сковороди. Скульптура була встановлена у 2019 році.
У травні 2023 року було демонтовано пам'ятник у селі Ольгопіль Вінницької області.
6 травня 2023 року демонтовано пам'ятник Пушкіну у місті Жовті Води Дніпропетровської області.
8 червня 2023 року в Глухові було демонтовано пам'ятник Пушкіну.
27 липня 2023 року демонтували пам'ятник Пушкіну у місті Полтава.
18 серпня 2023 року демонтували пам'ятник Пушкіну у місті Лубни.
14 вересня 2023 року у Києві демонтували меморіальну дошку Пушкіну на вулиці Михайла Грушевського.
15 листопада 2023 року у Києві був демонтований найбільший пам'ятник Пушкіну у парку Івана Багряного.
12 січня 2024 року у місті Харків барельєф Пушкіна демонтували зі станції метро «Пушкінської».
15 серпня 2024 у Білгород-Дністровському було демонтоване погруддя Пушкіна в одному зі скверів міста.
15 листопада 2024 у Кривому Розі були демонтовані пам'ятники Пушкіну та Лєрмонтову.
28 лютого 2025 року у Коростишеві демонтовано погруддя Пушкіну.
18 травня 2025 року у Одесі демонтовано меморіальну дошку Олександру Пушкіну, що була встановлена на вулиці Дерибасівській у 2015 році.
30 червня 2025 року у Берестині демонтовано погруддя Пушкіну.
25 липня 2025 року у Одесі демонтовано пам'ятну дошку Льву Пушкіну, брату Олександра Пушкіна.
1 серпня 2025 року у Болграді демонтовано погруддя Пушкіну у міському парку.
11 серпня 2025 року у Одесі замальовано арт-об'єкт «Тінь Пушкіна».

### Пам'ятники Пушкіну які підлягають демонтажу
м. Київ - 1 (вулиця Костянтинівська, погруддя на фасаді будинку)
м. Київ - 2 (вулиця Януша Корчака, 60, барельєф із його зображенням)
м. Київ - 3 (станція метро «Університет». Закрито, а не демонтовано)
м. Одеса - 1 (Погруддя біля міської ради)
м. Одеса - 2 (Пам'ятник біля музею)
м. Одеса - 3 (Погруддя на фасаді Одеського національного театру опери та балету)
м. Кам'янка
м. Татарбунари

### Окуповані території:
м. Донецьк (4шт)
м. Луганськ
м. Маріуполь
м. Скадовськ
м. Генічеськ
м. Каховка
м. Бердянськ
м. Мелітополь (3 шт)
м. Севастополь
м. Сімферополь
м. Ялта
м. Бахчисарай
м. Керч
м. Саки
м. Євпаторія
м. Феодосія
селище Гурзуф (4 шт)

## Тези та антитези
Питання знесення пам'ятників розглядається в концепті змістовного їх навантаження, з'ясування причин їх встановлення. У суспільстві присутні тези «Не треба знищувати історію! Це ж наша історія!», «Знесіть всі ці пам'ятники в музеї», «Це ж видатні діячі».

## В інших країнах
30 травня 2023 року було демонтовано пам'ятник Пушкіну в парку Кронвалда у Ризі, Латвія. Пам'ятник було встановлено 2009 року з порушеннями. Член Ради Центру громадської пам'яті Дідзіс Шенбергс з цього приводу заявив, що демонтаж свідчень тоталітарного режиму та ознак русифікації слід прискорити.
30 листопада 2024 у Ризі було демонтовано пам'ятник коханці Пушкіна Анні Керн.

## Причини демонтажу
Демонтаж пам'ятників Олександру Пушкіну, що набув значного поширення в Україні з початку повномасштабного вторгнення Росії, є частиною ширшого процесу дерусифікації та деколонізації публічного простору. 
Основними причинами цього явища, яке отримало назву "Пушкінопад", є:
1. Символ російського імперіалізму та колоніальної спадщини. Пам'ятники Пушкіну в Україні були встановлені в різні історичні періоди (у XIX столітті, за радянських часів), але їхнє призначення завжди було ідеологічним — утвердження російської культури та "російського світу". Пушкін, хоч і був видатним поетом, сприймається як один із символів російського імперіалізму, який використовувався для нав'язування чужої культури та мови.
2. Заперечення української державності. У своїх творах та листах Пушкін негативно висловлювався про українців, називаючи Україну "Малоросією", і з презирством ставився до гетьмана Івана Мазепи. Це робить його фігурою, яка є ідеологічно ворожою для сучасної України, що бореться за свою незалежність.
3. Поема "Полтава". Це найяскравіший приклад. Пушкін зображує гетьмана Івана Мазепу, який боровся за незалежність України від Російської імперії, як підступного, злого, "змієподібного" зрадника, що не має ні честі, ні моралі. Він протиставляє Мазепу "великому" Петру I, який виступає в ролі "благодійника" і "цивілізатора". Для Пушкіна, прагнення України до незалежності є "зрадницьким" і "кривавим" ділом, а не законною боротьбою за свободу.
4. Зображення українців як "малоросіян". Пушкін у своїх творах називає Україну "Малоросією", що було офіційною колоніальною назвою. Він не визнає український народ як окрему націю, а лише як частину "великого російського народу". Це повністю вписується в ідеологію "руського міра", яка заперечує українську державність.
5. Зверхнє ставлення до української мови. Хоча Пушкін знав українську мову та використовував окремі слова у своїх творах для "колориту", він розглядав її як "провінційний діалект", а не як повноцінну мову. Це зневажливе ставлення до української культури є типовим для імперських діячів.
6. Ідеологічне використання його спадщини. Сучасна Росія активно використовує образ Пушкіна як "національне надбання", що має об'єднати "братні народи" під егідою "руського міра". Пам'ятники Пушкіну в Україні, як і пам'ятники Леніну в радянський час, слугували символом російської окупації та "культурної переваги".
7. Олександр Пушкін мав глибоко імперське ставлення до кавказьких народів і поляків, яке часто межувало з презирством і ворожістю. Його ставлення не можна назвати прямою "ненавистю" в сучасному розумінні, але воно відображало колоніальні погляди Російської імперії, які він підтримував. Пушкін зображував кавказькі народи як "дикі" та "напівдикі" племена. Його ставлення добре ілюструє поема "Кавказький бранець" (1821). Хоча він і намагався передати романтичний образ Кавказу, в основі його творчості лежала ідея підкорення цих народів. Він відзначав, що "дикі черкеси налякані", і їхня "давня зухвалість зникає", що свідчить про його схвалення російської колоніальної політики на Кавказі. У листах Пушкін писав, що "Черкеси нас ненавидять", але він бачив їхню поразку як неминучий наслідок "прогресу", що його несе Росія. Зображення місцевих жителів як "диких" та їхніх набігів як "варварських" повністю відповідає імперській риториці, яка виправдовувала загарбницькі війни.
8. Ставлення Пушкіна до поляків було особливо ворожим, що виявилося під час Польського повстання 1830-1831 років. Він сприймав прагнення поляків до незалежності як загрозу Російській імперії. У вірші "До наклепників Росії" (1831), написаному у відповідь на підтримку повстання європейськими країнами, Пушкін прямо виступає на захист російського імперіалізму. Він називає повстання "сімейною суперечкою" слов'ян, погрожуючи Європі не втручатися, і заявляє, що "братнє" питання вирішать самі "слов'янські племена". Цей вірш став символом імперського шовінізму і викликав обурення навіть серед деяких друзів Пушкіна, наприклад, Петра Вяземського та Олександра Тургенєва. Він показує, що для Пушкіна велич Росії була вищою за право інших народів на свободу та суверенітет.